# NGC 989
NGC 989 é uma galáxia lenticular (S0) localizada na direcção da constelação de Cetus. Possui uma declinação de -16° 30' 41" e uma ascensão recta de 2 horas, 33 minutos e 46,0 segundos.
A galáxia NGC 989 foi descoberta em 1886 por Frank Leavenworth.